# Martin Koch (backhoppare)

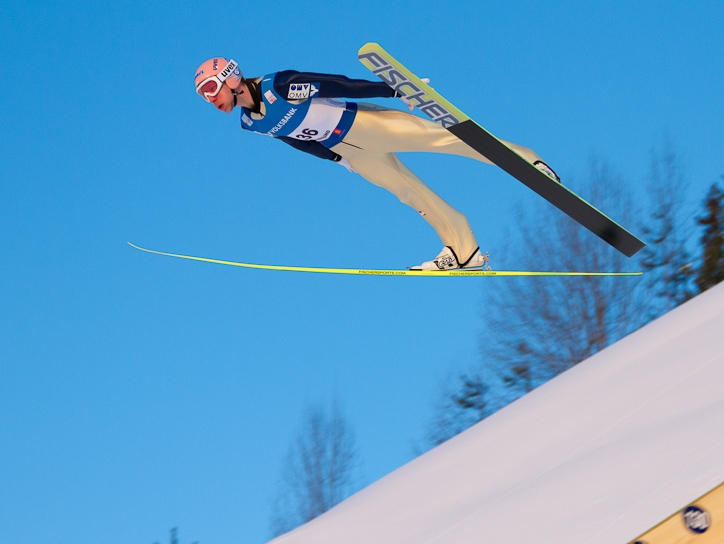
Martin Koch i Vikersundbacken 2011

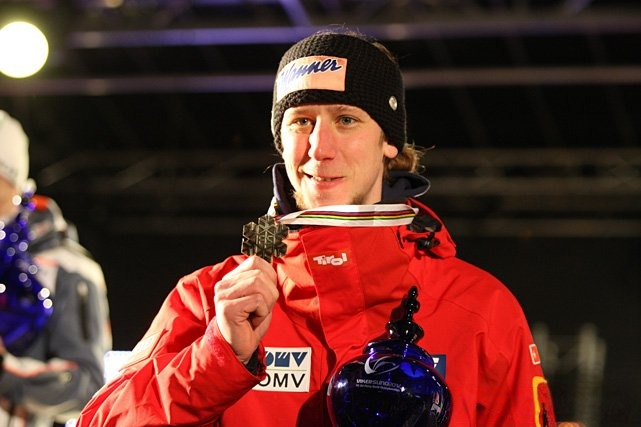
Martin Koch i Vikersundbacken 2012 med sin bronsmedalj

Martin Koch, född 22 januari 1982 i Villach i Förbundsland Kärnten, är en österrikisk före detta backhoppare som tävlade för SV Villach. Koch vann under sin karriär fyra världscuptävlingar och har nio medaljer från internationella mästerskap.
Koch avslutade sin professionella karriär den 22 mars 2014 och har därefter agerat expertkommentator hos den österrikiska tv-kanalen ORF vid sportsändningar.

## Karriär
Martin Kock debuterade i Världscupen i backhoppning 8 december 1998. Han blev nummer 45 i debuttävlingen. Han deltog i junior-VM i Saalfelden på hemmaplan i Österrike februari 1999. Han vann lagtävlingen med österrikiska laget. Han fick även ett lagguld i junior-VM 2000 i Štrbské Pleso i Slovakien.
Världscupen
Efter debuten i världscupen 1998/1999 dröjde det till 16 december 2001 innan han kom på prispallen i världscupen. Han blev nummer 3 i en världscuptävling i Engelberg i Schweiz. Hans första seger i en världscuptävling kom i Harrachov i Tjeckien 8 januari 2011. Den hittills sista kom i Holmenkollen i Oslo 11 mars 2012. Han har fyra delsegrar i världscupen. Han har 12 säsonger i världscupen. Den bästa var säsongen 2010/2011 då han blev nummer 6 totalt. Han har 11 deltävlingssegrar i världscupen i laghopp. 
Vinster i världscupdeltävlingar:
| Datum            | Plats                | Backe |
| ---------------- | -------------------- | ----- |
| 8 januari 2011   | Harrachov, Tjeckien  | K-185 |
| 5 februari 2011  | Oberstdorf, Tyskland | K-185 |
| 18 februari 2012 | Oberstdorf, Tyskland | K-185 |
| 11 mars 2012     | Oslo, Norge          | K-120 |

Olympiska spelen
Martin Koch deltog i sin första OS-tävling i Salt Lake City 2002. Han blev nummer 14 i normalbacken och nummer 8 i stora backen. Han var inte med i österrikiska laget som blev nummer 4 i lagtävlingen. Han deltog också i olympiska vinterspelen 2006 i Turin och vann med det österrikiska laget lagguldet i stor backe. Österrike vann före Finland och Norge. I de individuella tävlingarna blev han nummer 23 i normalbacken och nummer 32 i stora backen. Han deltog inte i OS 2010.
Skid-VM
Kochs debut i Skid-VM var i Sapporo i Japan 2007. Han deltog i tävlingen i stora backen och blev nummer 9. Martin Koch tävlade i alla grenar i Skid-VM 2009 i Liberec i Tjeckien. I de individuella tävlingarna blev han nummer 22 i normalbacken och nummer 16 i stora backen. I lagtävlingen tog Österrike guld. Wolfgang Loitzl, Martin Koch, Thomas Morgenstern och Gregor Schlierenzauer vann före Norge och Japan.
I VM i Holmenkollen i Oslo 2011 var de österrikiska bckhopparna suveräna och tog samtliga fem guldmedaljer. Martin Koch blev nummer 8 (i stora backen) och 21 (i normalbacken). Han var med i det österrikiska laget som vann båda lagtävlingarna, före Norge och Tyskland i normalbacken och före Norge och Slovenien i stora backen.
Tysk-österrikiska backhopparveckan
Martin Koch blev nummer 57 sammanlagt i sin första tysk-österrikiska backhopparvecka 1998/1999. Han har hittills inte lyckats komma på prispallen i backhopparveckan, varken i en deltävling eller totalt.
VM i skidflygning
Koch deltog i sitt första VM i skidflygning i Harracov i Tjeckien 2002. Han blev nummer 16. (Det arrangerades inte lagtävlingar innan 2004.) Under VM 2004 i Kulm i Bad Mitterndorf på hemmaplan i Österrike tog han två fjärdeplatser, individuellt och i laghopp. Koch fick sina första VM-medaljer i skidflygning i Oberstdorf 2008. I individuella tävlingen van han en silvermedalj efter landsmannen Gregor Schlierenzauer. I lagtävlingen var han med i det österrikiska laget som vann VM-guldet. 
I skidflynings VM i Planica 2010 vann han igen guld i lagtävlingen. Österrike var klart före Norge (99,1 poäng) och Finland. I den individuella tävlingen blev han nummer 10. Under VM 2012 i Vikersund tog Martin Koch en bronsmedalj i individuella tävlingen och en guldmedalj för tredje gången i rad tillsammans med det österrikiska laget i laghoppningen. Tyskland vann silvermedaljen och Slovenien blev nummer tre.
Koch blev nummer 2 i skidflygningsvärldscupen 201072011. Hans längsta hopp mätte 241,5 meter i Vikersundbacken 2011. 
Andra tävlingar
Martin Koch har 13 säsonger i Sommar-Grand-Prix. Som junior vann Koch European Youth Olympic Festival 1999 i Poprad i Slovakien. han vann också en bronsmedalj under vinter-Univeriaden i Innsbruck 2005.

## Utmärkelser
Koch blev tilldelad priset Goldenes Ehrenzeichen für Verdienste um die Republik Österreich, en hederspris utdelad av österrikiska staten.

## Övrigt
Martin Koch är son till tidigare backhopparen Fritz Koch och brorson till Armin Kogler, en österrikisk före detta backhoppare som tävlade under 1970-talet och 1980-talet. 